# Ивуарийский тур мира
Ивуарийский тур мира (фр. Tour Ivoirien de la Paix) — шоссейная многодневная велогонка, проходившая по территории Кот-д’Ивуара в 2008 году.

## История
Гонка была создана в 2008 году и сразу вошла в календарь Африканского тура UCI с категорией 2.1.
Дебютная гонка была проведена в первой половине марта 2008 года. Дистанция состояла из внезачётного пролога-критериума и шести этапов которые прошли по маршруту Абиджан — Абенгуру — Димбокро — Буаке — Ман — Далоа — Ямусукро — Ганьоа — Гран-Басам — Абиджан.
В 2009 году было запланировано второе издание гонки, которое должно было пройти изначально в феврале, затем было перенесено на август и в конечном итоге было отменено.
Организаторами гонки выступали UCI и Федерация велоспорта Кот-д’Ивуара (FIC). Директором был Жан-Клод Эро который в разное время отвечал за создание африканских гонок Тур дю Фасо и Тропикале Амисса Бонго
Больше после 2009 года гонка не проводилась, хотя некоторые сайты велостатистики считают данную гонку одним из изданий многодневной гонки Тур Кот-д'Ивуара.

## Призёры
| Год  | Победитель   | Второй          | Третий          |
| ---- | ------------ | --------------- | --------------- |
| 2008 | Рони Мартиас | Себастьян Тюрго | Жан-Марк Марино |